# Gran Sasso d’Italia
Gran Sasso d’Italia prevedeno Velika stijena Italije je visoki stijenoviti planinski masiv, koji se proteže u talijanskoj regiji Abruzzo.

## Zemljopisne karakteristike
Gran Sasso se proteže nekih 35 km u dužinu, u smjeru sjeverozapad-jugoistok, kao centralni dio Apenina, kod grada L'Aquila, 132 km od Rima.
Gran Sasso je najviši dio Apenina, s planinom Corno Grande visine od 2 912 m, koja je većim dijelom godine pokrivena snijegom.
Ostali vrhovi Gran Sassa su Corno Piccolo (2 655 m), Pizzo Intermésoli (2 635 m), Monte Corvo (2 623 m), Monte Camicia (2 564 m), Monte Prena (2 561 m) uz puno drugih, sve do najnižeg Monte Siella (2 027 m).
Ispod sjevernih obronaka vrha Corno Grande, nalazi se najužniji europski glečer Calderone, koji je 1916. imao volumen od 3.3 milijuna m3, ali se zbog zatopljenja danas smanjio na svega 360 931 m3.
Niži obronci masiva su obrasli bukvama i borovima po kojima još uvijek ima divljih svinja.

## Atrakcije i turizam u Gran Sassu
Na površini od 2.014 km² Gran Sassa je 1993. osnovan Nacionalni park Gran Sasso e Monti della Laga, koji je danas omiljena rekreacijska zona i izletište za stanovnike Rima.
Gran Sasso je poznati skijaški centar zimi, a ljeti za velikih vrućina izletište brojnih planinara.

## Vanjske poveznice
- Gran Sasso d’Italia na portalu Encyclopædia Britannica